# 劇場版ポケットモンスター ベストウイッシュ ビクティニと黒き英雄 ゼクロム・白き英雄 レシラム
『劇場版ポケットモンスター ベストウイッシュ ビクティニと黒き英雄 ゼクロム』（げきじょうばんポケットモンスターベストウイッシュ ビクティニとくろきえいゆう ゼクロム）、『劇場版ポケットモンスター ベストウイッシュ ビクティニと白き英雄 レシラム』（げきじょうばんポケットモンスターベストウイッシュ ビクティニとしろきえいゆう レシラム）は、2011年7月16日に公開されたテレビアニメ『ポケットモンスター』の劇場版第14作目の作品。
今作からブルーレイ版にはSBMV Extend（ソニー株式会社が開発した階調補完技術Super Bit Mappingを表すもの）が採用されている。

## 概要
本作は「ピカチュウ・ザ・ムービー・デュアル」と釘打ち、史上初となるバージョン違いの2作品が同日公開される初の試みとなった。タイトルは当初『ビクティニと黒き英雄』と発表されたが、後に『ビクティニと黒き英雄 ゼクロム』が正式タイトルと発表。その後『ビクティニと白き英雄 レシラム』のタイトルが新たに公表された。
前作『幻影の覇者 ゾロアーク』ではエンディング後にゼクロムとレシラム、ビクティニが登場するシーンで予告されている。時系列上ではBWの第34話から第39話までに当たる。
2002年『水の都の護神 ラティアスとラティオス』から2010年『幻影の覇者 ゾロアーク』まで9年に渡って続いていた「劇場版で（後に正式タイトルに組み込まれる）主役となるポケモンはそれまでゲーム版で公開されていなかった初登場のポケモン」という慣例が一旦リセットされ、発表済みのポケモンであるゼクロムとレシラムが正式タイトルに組み込まれた。
『ビクティニと黒き英雄 ゼクロム』と『ビクティニと白き英雄 レシラム』は基本的には同一のストーリーであるが、以下の様な変更点がある。
- 『黒き英雄』ではゼクロムが、『白き英雄』ではレシラムがサトシに協力をする。それに伴い登場人物のセリフや重要アイテムに変化がある。
- 一部の登場ポケモンが変化している（『白き英雄』ではゴルーグ、『黒き英雄』ではサザンドラが色違いであることなど）。
- 『黒き英雄』には荒野に住む大地の民・セードが登場し、『白き英雄』では氷原に住む大地の民・オードが登場する。
- 物語冒頭でドレッドが訪れる大地の民の集落が『黒き英雄』では荒野になり、『白き英雄』では氷原になっている。
- 一部のシーンが左右反転している。
- 一部のBGMが違う。
- エンディングの曲が違う。
- 配信ポケモンに関する説明は『黒き英雄』はジョーイが、『白き英雄』はジュンサーが担当。

舞台となったアイントオークのモデルはフランスのエズである。
本作では、従来の作品でアニメーション制作を行っているOLMに加え、Production I.GとXEBECとの共同制作となっている。また、過去の作品の劇伴は一貫して宮崎慎二が担当してきたが、『黒き英雄 ゼクロム』では宮崎ではなく、多田彰文と澤口和彦が担当している。基本的なスタッフは例年と同じである。
今作品では次回作の予告は無く、同時上映の対になっている作品の宣伝とポケモン復興支援 ポータルサイト『POKÉMON with YOU - ポケモンはいつもキミといっしょ -』の宣伝だけに留めている。
全国351スクリーンで公開され、2011年7月16-18日の初日3日間で興収826,306,800円、動員789,140人になり映画観客動員ランキング（興行通信社調べ）で初登場第2位となった。ぴあ初日満足度ランキングでも第2位と好評価されている。また7月15日までに販売された2作品の前売券が、19日までの集計速報値で『ギラティナと氷空の花束シェイミ』より5年連続で200万枚を突破している。最終興収は2011年度興行収入邦画第2位の43.3億円。

### 前売り券・配布ポケモン
本作の前売り券に付属する引換券で入手できるポケモンはビクティニであり、4月16日の前売り券発売と同時に引き換えが開始された。このビクティニは特別に覚えているVジェネレートのほか、通常ではレシラム・ゼクロムそれぞれのみが覚えるクロスフレイム・クロスサンダーを覚えている。
また、映画館でのワイヤレス通信では、『ポケットモンスター ブラック』にはゼクロム、『ポケットモンスター ホワイト』にはレシラムが配布される。
なお、『七夜の願い星ジラーチ』以降、前作までロケット団のムサシ、コジロウ、ニャースが担当していた予告CMにおける前売り券の宣伝が、今作ではデントとアイリスに代えられた。

### 地上波放送
2012年7月12日のテレビ地上波放送では、諸事情で2作品のどちらか1作品のみを放送することになり、その投票をあにてれ公式サイト特設ページでの得票の結果によって決定されることとなった。投票結果は『白き英雄 レシラム』が1,300,255票、『黒き英雄 ゼクロム』が989,305票となり、『白き英雄 レシラム』が放映されることになった。『黒き英雄 ゼクロム』は、テレビ東京では、8月10日の13時25分から放送。

## ストーリー
かつて大地の民の王国として栄えていた、大地の剣と呼ばれる城を中心にした街、アイントオークに訪れたサトシ達。アイントオークの収穫祭記念バトルに参加したサトシ達は不思議なポケモン、ビクティニと出会う。そこにビクティニのパワーで大地の剣を動かそうと企む大地の民の末裔、ドレッド・グランギルと、彼の理想を叶えようとするレシラムが現れる。彼は本当に城を動かし、結果としてアイントオークに流れていたエネルギーの流れを乱してしまった。事態を落ち着かせる為には、大地の剣を差しなおす必要があった。そこで、サトシは城の地下で眠っていたゼクロムを呼び覚まし、レシラムと協力して城を動かしてもらう。作戦は成功し、最終的にはエネルギーの乱れは収まった。役目を終えた大いなる2体の竜は、虹の彼方へと消えていき、ビクティニはアイントオークで平和に暮らしていくこととなった。

## 登場人物・キャスト

### レギュラー
サトシ
声 - 松本梨香
主人公。ポケモンマスターを目指して旅をするマサラタウン出身の10歳の少年。アイントオークの収穫祭で開催されたポケモンバトル大会でビクティニと出会ったことで、大地の民に纏わる出来事に関わっていくことになる。
アイリス
声 - 悠木碧
ポケモントレーナーとしてサトシと共に旅をする少女。
デント
声 - 宮野真守
サンヨウジムのジムリーダー。世界一のポケモンソムリエを目指し、サトシと共に旅をする少年。料理が得意で彼の作ったマカロンが意外な活躍をする。
ムサシ
声 - 林原めぐみ
ロケット団の女性団員。ロケット団は前シリーズまでの白い制服を着用しており、言動や目的も前シリーズまでと同様。
コジロウ
声 - 三木眞一郎
ロケット団の男性団員。
ニャース
声 - 犬山イヌコ
ロケット団に所属するポケモン。人間の言葉を話すことができる。
サトシのポケモン
ピカチュウ
声 - 大谷育江
技：10まんボルト、アイアンテール、エレキボール、でんこうせっか
サトシの1番のパートナー。
ミジュマル
技：アクアジェット
ツタージャ
ポカブ
声 - 水田わさび
技：ひのこ
ズルッグ
声 - 渡辺明乃
技：ずつき

アイリスのポケモン
キバゴ
声 - 津田美波
ドリュウズ
エモンガ
声 - かないみか
技：ボルトチェンジ

デントのポケモン
ヤナップ
声 - 藤村知可
技：タネマシンガン

ナレーション
声 - 石塚運昇

### ゲストキャラクター
ドレッド・グランギル
声 - つるの剛士、たかはし智秋（少年時代）
大地の民の青年。3年前に伝説のポケモンに出会い、大地の剣の秘密を知る。その後大地の郷を取り戻すため、各地を旅をして散り散りになったかつての民に呼びかけ、ビクティニを利用し大地の剣を動かし大地の郷を復活させようとしている。しかし、母の夢のためにビクティニを犠牲にすることを厭わない言動をとり、サトシたちと対立することとなる。
手持ちポケモン
ランクルス
声 - 西村ちなみ
技：サイコキネシス、サイコウェーブ、シャドーボール
『黒き英雄 ゼクロム』のみ登場。
ゴチルゼル
技：ねんりき、サイケこうせん、エナジーボール
『白き英雄 レシラム』のみ登場。

カリータ
声 - 石原さとみ
ドレッドの妹。
手持ちポケモン
サザンドラ
技：りゅうのはどう
『黒き英雄 ゼクロム』では色違いの姿、『白き英雄 レシラム』では通常の色の姿で登場。

ジャンタ
声 - 大地真央
ドレッドとカリータの母親で、収穫祭で土産物屋をしている。かつて大地の郷を取り戻すことが夢だとドレッドに話していた。
手持ちポケモン
ゴルーグ
技：はかいこうせん、ジャイロボール（白き英雄のみ）
『黒き英雄 ゼクロム』では通常の色の姿、『白き英雄 レシラム』では色違いの姿で登場。

モーモント
声 - 山寺宏一
アイントオークの村長。ドレッドに協力している。
手持ちポケモン
ギアル・ギギアル・ギギギアル
モーモントの楽器やヘリコプターを動かしている。

王様
声 - 内海賢二
千年以上前の大地の民の王。ビクティニのパートナーで、大地の竜脈を安定させるためビクティニを使い大地の剣を動かす。しかしその際に使用した護りの柱を開放する前に力尽き、息を引き取る。
カジン
声 - 最上嗣生
荒野にある村の大地の民の末裔の村長。
マヌーク
声 - 古島清孝
セード
声 - 中川翔子
大地の民の女の子。
ヤジン
声 - 紗ゆり
氷原にある村の大地の民の末裔の村長。
ドヌーク
声 - 佐藤健輔
オード
声 - 中川翔子
大地の民の男の子。
リーク
声 - 福圓美里

### ゲストポケモン
ビクティニ
声 - 水樹奈々
技：Vジェネレート、かえんだん
アイントオークにいる幻のポケモン。人間やポケモンに不思議なパワーを与える能力を持っている。アイントオークの人ですらほとんど見たことがいないほど滅多に人前に出ることがなく、普段は透明になっている。1000年前の大地の民の王のポケモンで、護りの柱の封印により大地の剣の周囲から出ることが出来ない。マカロンが大好き。食いしん坊で、ムサシのフルーツを食べた際は、ゲップをした。
ゼクロム
声 - 高橋英樹
技：クロスサンダー、らいげき、しねんのずつき、りゅうのいぶき
かつて大地の民の「理想の勇者」と呼ばれた王子に力を貸した伝説と呼ばれたポケモン。その時の激闘により命を消耗して「大いなる竜の石」に姿を代え大地の剣の奥深くに安置されていた。「理想を求める」力を認めたものに力を貸す。
レシラム
声 - 谷原章介
技：クロスフレイム、あおいほのお、オーバーヒート、ドラゴンクロー
かつて大地の民の「真実の勇者」と呼ばれた王子に力を貸した伝説と呼ばれたポケモン。その時の激闘により命を消耗して「大いなる竜の石」に姿を代え大地の剣の奥深くに安置されていた。「真実を求める」力を認めたものに力を貸す。
ゼブライカ
『黒き英雄 ゼクロム』のみに登場。
バッフロン
『黒き英雄 ゼクロム』のみに登場。
ムーランド
『白き英雄 レシラム』のみに登場。
ツンベアー
『白き英雄 レシラム』のみに登場。
ヨーテリー
声 - 寿美菜子
モグリュー
声 - 高垣彩陽
チラーミィ
声 - 戸松遥
チョロネコ
声 - 豊崎愛生
以上森に住んでいるポケモン。チョロネコはトラウマを抱くデントに苦手られていた。
シキジカ
声 - 早志勇紀、福圓美里
夏の姿。崖から落ちそうになったところをサトシ（とビクティニ）に助けられた。
ダイケンキ
トレーナーのポケモンで登場。ビクティニの力によってパワーアップしたサトシのポカブに倒される。

### 劇場版限定キャラクター
ジョーイ
声 - 藤村知可
『黒き英雄 ゼクロム』の配信ポケモンの水先案内役として登場。
ジュンサー
声 - たかはし智秋
『白き英雄 レシラム』の配信ポケモンの水先案内人として登場。

## 用語
大地の民の王国（だいちのたみのおうこく）
1000年以上前に「大地の郷」（だいちのさと）の土地で栄えた王国。「理想の勇者」「真実の勇者」と呼ばれた双子の王子によるゼクロムとレシラムの激闘による激しい戦いにより竜脈が乱れ「大地の剣」を山の戴に突き刺すことによって人々を救ったが、そのため大地の絆を失い「大地の民」は流浪の民となってしまう。1000年後の「大地の剣」の城下にあるアイントオークには「大地の民」の末裔が住んでいる。
大地の剣の城（だいちのつるぎのしろ）
アイントオークの山頂にある巨大な剣の形をした城。大地の民の王により現在の位置に突き刺された。大地の剣を移動したために「大地の郷」は荒廃したと思われていたが、実際は竜脈を安定させるためであった。
護りの柱（まもりのはしら）
大地の剣の周囲に設置されたビクティニの能力を封印するための柱。本来は大地の剣を移動するためにビクティニの力を集約するために使用していたが護りの柱を残したまま王様が亡くなった為、1000年ものあいだビクティニは大地の剣から出ることが出来なくなっていた。ドレッドはこの柱を利用してビクティニを封じ込め利用しようとする。

## スタッフ
- 原案 - 田尻智、増田順一、杉森建
- スーパーバイザー - 石原恒和
- アニメーション監修 - 小田部羊一
- エグゼクティブプロデューサー - 久保雅一、福永晋
- プロデューサー - 盛武源、吉川兆二、川崎由紀夫、岡本順哉、川瀬好一
- アニメーションプロデューサー - 神田修吉
- 制作担当 - 小板橋司
- 脚本 - 園田英樹
- 絵コンテ - 湯山邦彦、尼野浩正、吉川博明、外山草、飯島正勝、宮尾佳和
- 演出 - 飯島正勝、日高政光、外山草、吉川博明、孫承希、うえだしげる
- キャラクターデザイン - 毛利和昭、一石小百合、佐藤和巳、松原徳弘、山田俊也
- 総作画監督 - 佐藤和巳、一石小百合
- 作画監督 - 黄瀬和哉、高見明男、松原徳弘、毛利和昭、田口広一、竹内杏子、佐藤陵、松岡秀明、志村隆行、馬場俊子、新岡浩美、竹谷今日子、西谷泰史、小野和美、鶴窪久子、沓澤洋子、片桐貴悠、大久保徹、海谷敏久
- 動画チェック - 榎本冨士香、室岡辰一、齋藤友希、一条望、野上麻衣子、糟谷里奈、塚本あゆみ、菅田朋子
- 色彩設計 - 佐藤美由紀、吉野記通
- 色指定 - 佐藤直、鈴木美代子、渡辺陽子、茂木早誉、北林千明、池田歩美、土屋智
- 検査 - 塚田真由美、金田昌子、奥井恵美子、伊藤敦子、中尾総子、井上昭子、斎藤知津江、長尾朱美、鈴木美代子、菅原美佳、下川真里子、大森三千子、佐藤久美子、北林千明、池田歩美、土屋智
- 特殊効果 - 太田憲之
- デジタルコーディネート - 大竹研次
- 美術監督 - 武藤正敏
- 美術設定 - 秋葉みのる
- 撮影監督 - 池田新助
- 2Dスーパーバイザー - 水谷貴哉
- 2Dコンポジットアドバイザー - 吉田光伸
- CGIプロデューサー ‐ 坂美佐子
- CGIスーパーバイザー - 近藤潤
- CGIディレクター - 伊藤良太
- 編集 - 辺見俊夫
- 音楽 - 多田彰文・澤口和彦（『黒き英雄 ゼクロム』）、宮崎慎二（『白き英雄 レシラム』）
- 音楽プロデューサー - 篠原一雄、齋藤裕二
- 音響監督 - 三間雅文
- 制作デスク - 大杉善信
- 設定制作 - 藤井康晶
- 制作 - 小学館集英社プロダクション
- アニメーション制作 - Production I.G、XEBEC、OLM Team Koitabashi
- 監督 - 湯山邦彦
- 製作 - ピカチュウプロジェクト

## 主題歌
オープニングテーマを松本梨香が単独で担当したのは『水の都の守護神 ラティアスとラティオス』以来である。また、エンディングテーマをエイベックスのアーティストが担当するのは、『ルギア爆誕』で担当した安室奈美恵以来である。
オープニングテーマ「ベストウイッシュ!」（NEW MIX＆EDIT）
作詞 - 戸田昭吾、作曲 - たなかひろかず、編曲 - 小谷野謙一、コーラスアレンジ - 河野陽吾 (PIKACHU RECORDS)、歌 - 松本梨香
エンディングテーマ
以下の2曲はメロディーが同じだが、アレンジが異なっている。詳細は『宙 -そら-/響 -こえ-』を参照。
「宙 -そら-」（『黒き英雄 ゼクロム』）
作詞 - 持田香織、作曲 - 菊池一仁、編曲 - 中尾昌文・Every Little Thing、歌 - Every Little Thing (avex trax)
「響 -こえ-」（『白き英雄 レシラム』）
作詞 - 持田香織、作曲 - 菊池一仁、編曲 - 十川知司・Every Little Thing、歌 - Every Little Thing (avex trax)

## 映像ソフト化
- 2作品本編のDVDとBDは、2011年12月16日発売。ちなみにポケットモンスターシリーズのBDは本作が初となる。

## 漫画版
『月刊コロコロコミック』2011年5月号より連載。作画は前作に引き続き井上桃太が担当。

## 小説版
小学館ジュニアシネマ文庫より2011年8月12日に発売。著者は水稀しまが担当。